# 龍蔵寺 (山口市)
龍蔵寺（りゅうぞうじ）は、山口県山口市吉敷の滝山の中腹にある真言宗御室派の寺院。中国三十三観音の第十七番札所など巡礼の札所であり、国の天然記念物に指定されたイチョウの巨木がある。紅葉の名所でもある。

## 概要
龍蔵寺は山口市内では最古刹であり、縁起や歴史、他所から移されてきた客仏など、多くのものの由来が確定できず伝説的である。境内に流れる「鼓の滝」は古くから名勝として知られ、雪舟作と言われる池泉回遊式庭園や春の牡丹、秋の紅葉など、景勝地として整備されている。
また、ペットの永代供養も行っている。

## 歴史
1778年（安永7年）に龍蔵寺から長州藩に提出された由緒書によれば、文武天皇2年（698年）に豊後国の英彦山で修行していた役小角が、北方に見た瑞雲と光明から吉敷の滝を発見し、奥の院の岩窟を「龍の蔵」と名付け、熊野権現を勧請して護摩供を修したとされる。下って天平13年（741年）、行基がこの地で千手観音像を彫り、七堂伽藍を建てて「龍蔵寺」と名付けたと言われる。
江戸時代には、現在の本堂や観音堂の他に薬師堂や開山堂などがあったが、廃仏毀釈や廃藩置県など明治初期の混乱により多くのものが破却され寺は荒廃した。その後、明治29年に住職に就任した宮原泰歓の尽力により信仰の場として復活した。

## 文化財

### 重要文化財（国指定）
- 木造大日如来坐像（胎蔵大日） - 佐々木高綱作との伝承があるが、実際は平安時代末期の作[3]。元は廃寺となった吉敷木崎の妙法寺にあったが、明治時代初期に本寺に移された[4]。
- 四天王図鎗金扉 2枚 - 宋〜元時代

### 国の天然記念物
- 龍蔵寺のイチョウ

### 山口県指定文化財
- 木造千手観音菩薩坐像

### 山口市指定文化財
- 木造不動明王立像
- 木造毘沙門天立像

## その他
雪舟の描いた絵馬があまりに見事なため、夜な夜な馬が抜け出し近所の田畑を荒らすという苦情から、雪舟が後から手綱を描き足したという伝説がある。現在その絵馬は観音堂内に飾られているが、専門家の言によれば江戸時代中期の作であるという。

## アクセス
- JR西日本新山口駅新幹線口より車で約20分
- JR西日本山口駅より車で約15分
- 小郡インターチェンジより車で約15分

## 隣の札所
中国三十三観音霊場
16 洞春寺 -- 17 龍蔵寺 -- 18 宗隣寺